# Maike Toussaint
Maike Toussaint (* 13. Mai 1985 in Düren) ist eine deutsche Schauspielerin, Sängerin, Sprecherin und Kindermusikerin. Bekannt wurde sie durch Auftritte in Fernsehproduktionen und durch ihren YouTube-Kanal Maikes Rappelkiste. Seit 2021 veröffentlicht sie regelmäßig eigene Musik- und Musik-Hörspielproduktionen für Kinder und tritt deutschlandweit mit interaktiven Bühnenprogrammen auf.

## Leben und Ausbildung
Toussaint ist staatlich anerkannte Erzieherin. Mit 28 Jahren begann sie zusätzlich eine Ausbildung zur Schauspielerin und legte die Bühnenreifeprüfung ab. Sie wuchs im Kreis Düren auf, ist verheiratet und hat zwei Töchter.

## Karriere
Von 2017 bis 2020 tourte Toussaint gemeinsam mit dem Kinderliedermacher Uwe Reetz durch Kindergärten und Grundschulen mit Mitmachkonzerten und Kindermusicals.
Im Jahr 2020 erschien das musikalisch-poetische Weihnachtsalbum Dezemberzeilen, das sie gemeinsam mit Marcel Stoffels, Denis Sarp und Markus Wimmer unter dem Projektnamen vierdafür veröffentlichte. Die Veröffentlichung wurde unter anderem bei Antenne AC, in der Aachener Zeitung sowie bei EifelDrei.TV vorgestellt.
Seit 2018 betreibt sie den YouTube-Kanal Maikes Rappelkiste, auf dem sie Lieder, Spielideen, Fingerspiele, Massagegeschichten und Bildungsimpulse für Kinder im Vorschul- und Grundschulalter präsentiert.
Seit 2021 veröffentlicht Toussaint regelmäßig Musik und Musik-Hörspiele für Kinder sowie dazugehörige offizielle Musikvideos. Zu den bekannteren Liedern zählen Keine Langeweile mehr, Menschen sind bunt, Freizeitpark und Raketen (gemeinsam mit Norbert Klotz). 2024 erschien ihr zweites Album Weihnachten mit Maikes Rappelkiste.
Ihre Songs laufen regelmäßig bei Toggo Radio und wurden auch im Rahmen der WDR-Maus-Sendungen ausgestrahlt. Als Mitglied im Netzwerk Kindermusik e. V. engagiert sich Toussaint für die musikalische Vielfalt in der Kindermusikszene.
Im Jahr 2025 initiierte sie die Benefizveranstaltung Starker Tag für kleine Helden zugunsten krebskranker Kinder.

## Diskografie (Auswahl)

### Alben
- Dezemberzeilen (2020, als Teil des Projekts vierdafür)
- Keine Langeweile mehr (2021, Musik-Hörspiel für Kinder)
- Weihnachten mit Maikes Rappelkiste (2024, Musik-Hörspiel für Kinder)

### Singles
- Keine Langeweile mehr
- Menschen sind bunt
- Elektroautoparty
- Hey Weihnachtsmann
- Freizeitpark
- Raketen (mit Norbert Klotz)

## Live-Auftritte und Wirkung
Maike Toussaint tritt regelmäßig mit ihrem musikalisch-pädagogischen Bühnenprogramm unter dem Namen Maikes Rappelkiste auf Stadtfesten, Familienveranstaltungen, Messen und in Bildungseinrichtungen auf.
Durch ihre interaktiven Live-Programme mit Musik, Mitmachaktionen und ihrer „Rappelkiste“ voller tierischer Figuren und Handpuppen wurde sie in Nordrhein-Westfalen und darüber hinaus als Kindermusikerin bekannt.

## Filmografie (Auswahl)
- 2015: Hirschhausens Quiz des Menschen
- 2015: Smaragdgrün
- 2015: Sketch History
- 2016: Der Lehrer
- 2016: Rabenmütter
- 2016: Wilsberg
- 2016: 55 Steps
- 2017: Die Kinderklinik
- 2018: Marie Brand
- 2018: Rentnercops (Folge "Jeder Tag zählt!")
- 2018: Hotel Heidelberg: Kinder, Kinder!
- 2019: Der Lehrer
- 2019: X-Factor: Das Unfassbare
- 2019: Geschwister
- 2019: All My Loving
- 2020: Little America
- 2020: Verunsichert – Alles Gute für die Zukunft[5]